# 한신 버스 무코 영업소

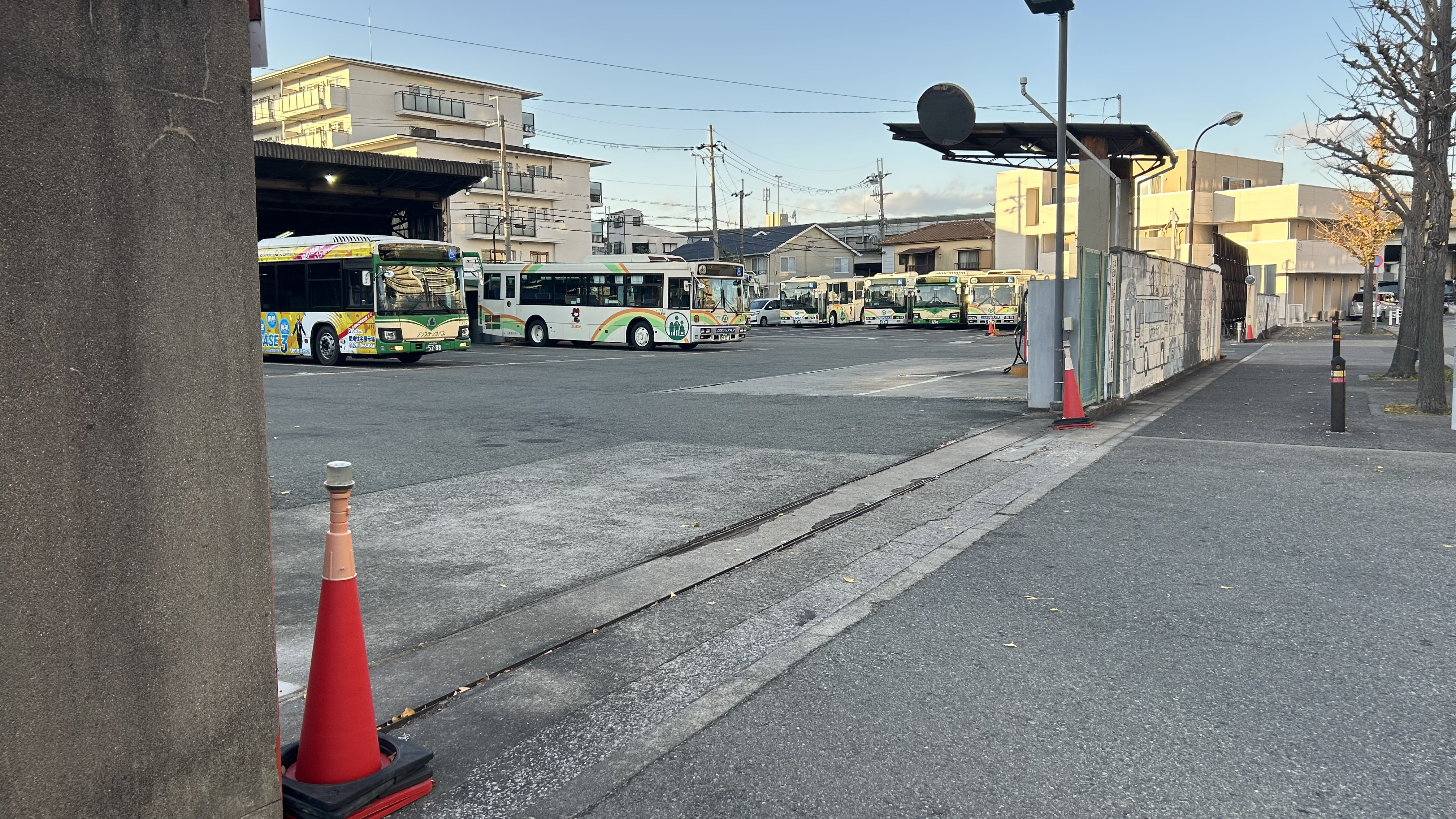
무코 영업소

한신 버스 무코 영업소(일본어: 阪神バス武庫営業所 )는 효고현 아마가사키시 무코토요초 3초메에 있는 한신버스 영업소이다.
가까운 정류장은 '무코 영업소'이다.

## 역사
- 1963년 9월 1일 아마가사키시 교통국 무코 영업소로 개설.
- 2009년 12월 1일 한신버스에 담당 노선의 전 노선을 영업소별로 업무 위탁하게 된다[주 1].

## 운행 노선

### 15번

#### 정류장 목록
한큐 무코노소 - 북도서관 - 미나미무코노소 3초메-법원-다치바나초 2초메-JR다치바나-하마우라초-나나츠마츠 초등학교-시청-니시나니와키타-니시나니와나카나카-히가시나니와초 2초메-히가시나니와초 3초메-히가시나니와초 4초메-쇼와도로-한신아마가사키.

### 40번

#### 정류장 목록
미야노키타 단지-미야노키타-니시코야-산업기술대학-조요 중학교-츠네마츠-무코노사토 2초메-무코노사토 종합 고등학교-토키토모-노마니시-무코히가시 평생학습 플라자 앞-무코히가시 초등학교-무코노소 4초메-무코노소 1초메-한큐 무코노쇼.

### 41번

#### 정류장 목록
미야노키타 단지-미야노키타-니시코야-산업기술대학-조요 중학교-츠네요시-무코초등학교-무코노고-무코노소 4초메-무코노소 1초메-한큐 무코노쇼.

### 41-2번

#### 정류장 목록
미야노키타 단지-미야노키타-니시코야-산업기술대학-조요 중학교-무코노사토 2초메-토모유키노시구치 - 무코니시 평생학습플라자 앞-무코노고-무코노소 4초메-무코노소 1초메-한큐 무코노쇼.

### 43번

#### 정류장 목록
미야노키타 단지-미야노키타-니시코야-산업기술대학-조요 중학교-츠네마츠-무코노사토 2초메-무코노사토 종합 고등학교-토키토모-노마니시-무코히가시 평생학습 플라자 앞-무코히가시 초등학교-무코히가시 중학교-긴키중앙병원-도마츠쵸3초메-도마츠쵸아토-도마츠쵸1초메-미나미무코노소2초메-한큐 무코노소 - 북도서관 - 미나미무코노소 4초메-미나미무코노소 7초메-미즈도-산재병원-이마키타-지역종합센터 이마키타-하마우라초-JR타치바나-나나마쓰초 2초메-나나마쓰초 3초메-시청-타치바나 공원-조게수도청 앞-아마가사키 종합의료센터-히가시나니와초 3초메-히가시나니와초 4초메-쇼와도로-한신아마가사키.

### 43-2번

#### 정류장 목록
무코영업소-무코유타카마치-니시무코공원-무코초등학교 앞-츠네요시-츠네마츠-무코노사토 2초메-무코노사토 종합 고등학교-토키토모-노마니시-무코히가시 평생학습 플라자 앞-무코히가시 초등학교-무코히가시 중학교-긴키중앙병원-도마츠쵸3초메-도마츠쵸아토-도마츠쵸1초메-미나미무코노소2초메-한큐 무코노소 - 북도서관 - 미나미무코노소 4초메-미나미무코노소 7초메-미즈도-산재병원-이마키타-지역종합센터 이마키타-하마우라초-JR타치바나-나나마쓰초 2초메-나나마쓰초 3초메-시청-타치바나 공원-조게수도청 앞-아마가사키 종합의료센터-히가시나니와초 3초메-히가시나니와초 4초메-쇼와도로-한신아마가사키.

### 45번

#### 정류장 목록
무코영업소-무코유타카마치-니시무코공원-무코모토마치-무코노고-무코노소 4초메-무코노소 1초메-한큐 무코노쇼.

### 46번

#### 정류장 목록
무코영업소-무코유타카마치-니시무코공원-무코초 2초메-니시무코-무코노소 서구-무코노소 3초메-무코노소 1초메-한큐 무코노쇼.

### 47번

#### 정류장 목록
무코영업소-무코유타카마치-니시무코공원-무코초 2초메-니시무코-미나미무코노소 8초메-모리베 공원-미나미무코노소 9초메-미나미무코노소 7초메-미나미무코노소 4초메-북부 도서관-한큐 무코노소-미나미무코노소 2초메-키타카리에 공원 앞-법원-다치바나초 2초메-JR타치바나-하마우라쵸-지역종합센터 이마키타 -이마키타 - 산재병원 - 이나바소 4초메 - 이나바소 2초메 - 이나바소 1초메 - 니시오시마 - 오시마 1초메 - 오시마 2초메 - 오시마 3초메 - 오쇼니시 - 마쓰우치쵸-무코가와초 3초메-무코가와.

### 47-2번

#### 정류장 목록
무코영업소-무코유타카마치-니시무코공원-무코초 2초메-니시무코-미나미무코노소 8초메-모리베 공원-미나미무코노소 9초메-미나미무코노소 7초메-미나미무코노소 4초메-북부 도서관-한큐 무코노소-미나미무코노소 2초메-키타카리에 공원 앞-법원-다치바나초 2초메-JR타치바나-하마우라쵸-지역종합센터 이마키타 -이마키타아마가사키 서쪽 소방서 앞- 니시오시마 - 오시마 1초메 - 오시마 2초메 - 오시마 3초메 - 오쇼니시 - 마쓰우치쵸-무코가와초 3초메-무코가와.

### 48번

#### 정류장 목록
한큐 무코노소-무코노소 1초메-무코노소-무코쇼-토마츠조아토-아마가사키키타 초등학교-히가시노마츠-우에노시마-쿠리야마쵸 2초메-다치바나 초등학교-신조게바시-오하마니시구치-오하마쵸 1초메-오하마쵸 2초메-스포츠센터-니시나가스혼도오리 2초메-킨라쿠지-나가스혼도오리-JR 아마가사키.

### 48-2번

#### 정류장 목록
한큐 무코노소-무코노소 1초메-무코노소-무코쇼-토마츠조아토-아마가사키키타 초등학교-히가시노마츠-우에노시마-쿠리야마쵸 2초메-다치바나 초등학교-신조게바시-오하마니시구치-오하마쵸 1초메-오하마쵸 2초메-아마가사키 동쪽 경찰서 앞-시오에 1초메-JR 아마가사키.

### 49번

#### 정류장 목록
한큐 무코노소 - 북도서관 - 미나미무코노소 4초메-미나미무코노소 7초메-미즈도-산재병원-이마키타-지역종합센터 이마키타-하마우라초-JR타치바나-나나마쓰초 2초메-나나마쓰초 3초메-시청-니시나니와키타-니시나니와나카나카-니시나니와미나미-쇼와도오리 8초메-타케야 초등학교-한신데야시키.

### 52번

#### 정류장 목록
- 자세한 내용은 츠카구치 영업소로

### 55번

#### 정류장 목록
한큐 무코노소 - 북도서관 - 미나미무코노소 4초메-미나미무코노소 7초메-미즈도-산재병원-이마키타-지역종합센터 이마키타-하마우라초-JR타치바나-나나마쓰초 2초메-나나마쓰초 3초메-시청-조게수도청 앞-아마가사키 종합의료센터-히가시나니와초 3초메-나미스바시-니시나가스혼도오리 2초메-킨라쿠지-나가스혼도오리-JR 아마가사키.

### AD1번

#### 정류장 목록
무코영업소-무코유타카마치-니시무코공원-무코초 2초메-니시무코-미나미무코노소 8초메-모리베 공원-미나미무코노소 9초메-미나미무코노소 7초메-미나미무코노소 4초메-북부 도서관-한큐 무코노소-미나미무코노소 2초메-키타카리에 공원 앞-법원-다치바나초 2초메-JR다치바나-하마우라초-나나츠마츠 초등학교-시청-니시나니와키타-니시나니와나카나카-니시나니와미나미-쇼와도오리 8초메-나니와-히가시 나니와-한신아마가사키-아마가사키 문화센터 앞-현립 아마가사키 고등학교 앞사협회관-히가시다이모쓰초 1초메-한신다이모쓰-히가시혼초 4초메-히가시혼초-마쓰시마초-하쓰시마초-코스모산업단지-아마가사키 드라이브 스쿨 앞.

## 업무
- 영업시간: 9:00 - 17:15